# Хадзьотис, Константинос
Константинос Хадзьотис (греч. Κωνσταντίνος Χατζιώτης) — греческий шахматист.
Чемпион Греции 1963 г.
В составе сборной Греции участник двух шахматных олимпиад (1962 и 1964 гг.). На олимпиаде 1962 г. выполнял функцию 2-го запасного участника. Сыграл 8 партий, из которых 3 выиграл, 4 проиграл и 1 закончил вничью (3½ из 8). На олимпиаде 1964 г. выступал на 4-й доске. Сыграл 13 партий, из которых 4 выиграл, 5 проиграл и 4 завершил вничью (6 из 13).
Участвовал во внутренних соревнованиях как минимум до начала 1980-х гг. В базах есть несколько его партий, сыгранных на мемориале С. Бикоса (Ильюполис, 1980 г.).